# جون كروفورد (لاعب كرة قدم)
جون كروفورد (23 فبراير 1880 في المملكة المتحدة - 1 يناير 1934) (بالإنجليزية: John Crawford)‏ هو لاعب كرة قدم إسكتلندي في مركز نصف الجناح. لعب مع نوتينغهام فورست وRenton F.C. ‏ ولينكولن سيتي أف سي.

## وصلات خارجية
- جون كروفورد على موقع قاعدة بيانات كرة القدم.إي يو (الإنجليزية)